# حضارات قديمة

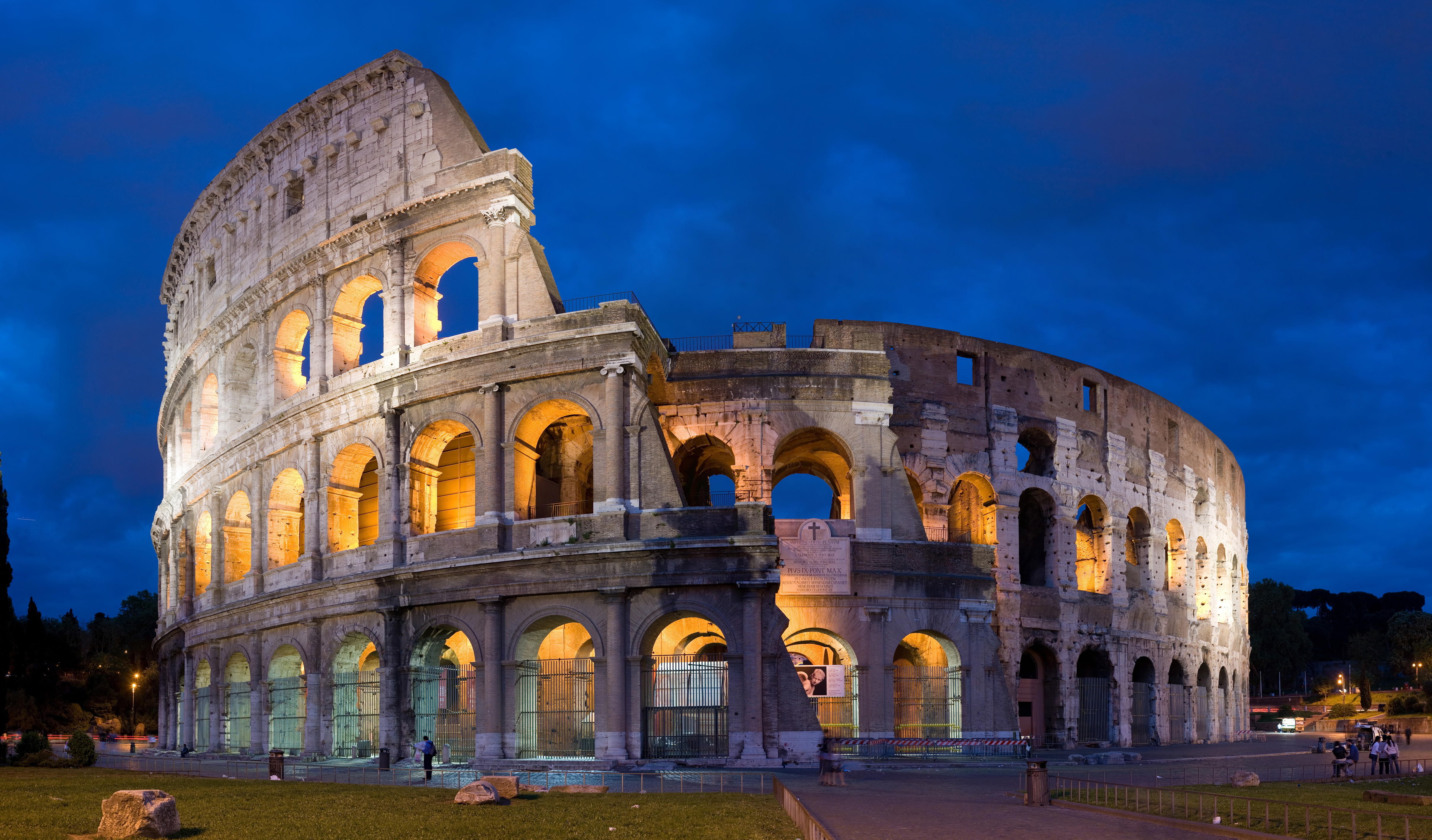
الكولوسيوم في روما.

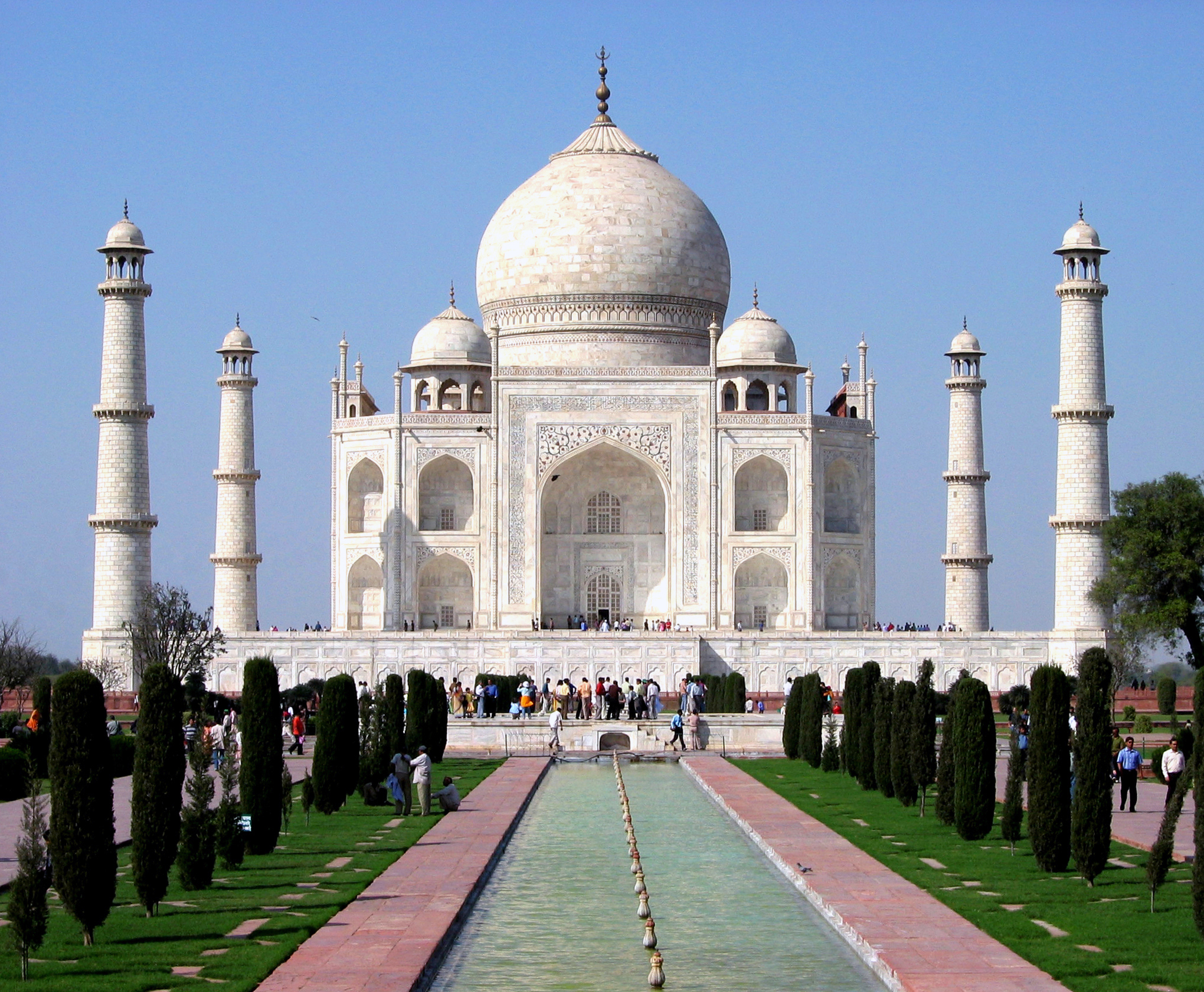
مسجد ومقام تاج محل، بمدينة أغرة في الهند.

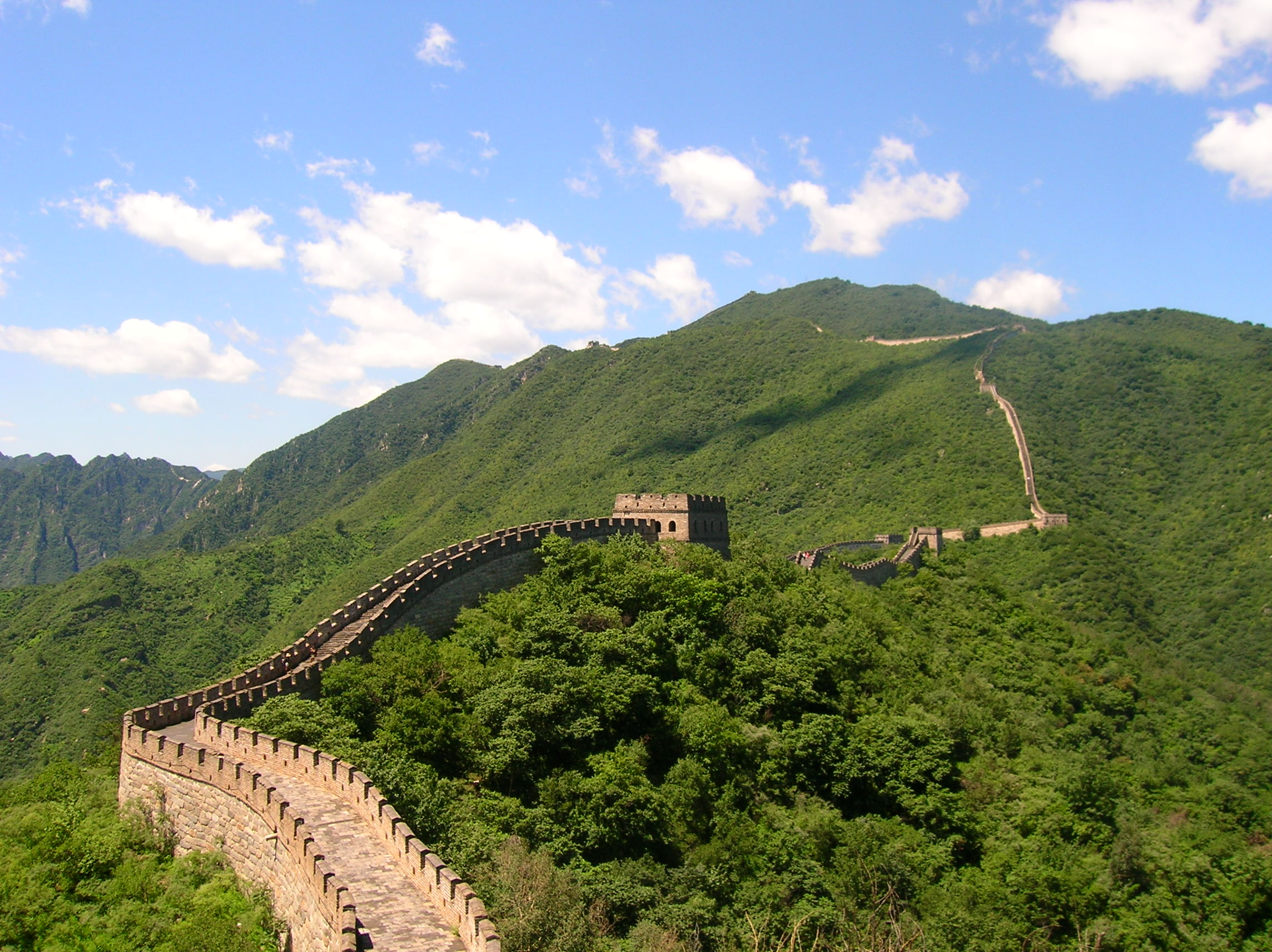
سور الصين العظيم عام 2006.

الحضارات القديمة هو مصطلح يشير إلى الحضارات التي كانت موجودة في العالم القديم (أفريقيا وآسيا وأوروبا) وقبل اكتشاف قارة أمريكا أي الحضارة التي تأسست منذ 3,000 سنة قبل الميلاد. وقد شهدت هذه الحضارات توسُّعاً تاريخياً كبيراً وتطوراً حضارياً واسعاً في مجال العلوم والفنون وتطور المجتمعات. وأهمُّ التطورات التي تبرز في حضارات العالم القديم هي العمارة وأهمُّها الأهرامات المصرية التي أصبحت تصنَّف ضمن عجائب الدنيا السبع وهي الوحيدة التي لا تزال قائمة، معبد الإلهة أثينا، حدائق بابل المعلقة، الكولوسيوم، تاج محل، سور الصين العظيم والكثير من الأبنية والعمارات. وكذلك الفنون المتعددة كالرسم والنحت والمسرح القديم.

## موطن وتاريخ الحضارات القديمة
يرجع اسم الحضارات القديمة إلى الحضارات التي تأسست في العالم القديم (أوروبا -أفريقيا- آسيا) وكانت كل الحضارات تطل على البحر الأبيض المتوسط باستثناء حضارتي الصين والهند وذلك يربط بين الزمان والمكان وتاريخ الحضارات القديمة هو 3000 سنة قبل الميلاد.

## أقدم الحضارات في التاريخ
كتب تاريخية

### الحضارة السومرية

لوحة الحرب والسلم السومرية

الحضارة السومرية من الحضارات القديمة المعروفة في جنوب بلاد الرافدين وتعتبر أول حضارة متمكنة في التاريخ وقد عرف تاريخها من الألواح الطينية المدونة كتابة مسمارية. وظهر اسم سومر في بداية الألفية الثالثة ق.م. لكن بداية السومريين كانت في الألفية السادسة ق.م. حيث استقروا بجنوب العراق وشيدوا المدن السومرية الرئيسية كأور ونيبور ولارسا ولجش وكيش وإيزين وإريدو واداب (مدينة) .
وابتكروا الكتابة على الرقم الطينية وهي مخطوطات ألواح الطين مسمارية). وظلت الكتابة السومرية 2000 عام، لغة الاتصال بين دول الشرق الأوسط في وقتها.

### الحضارة المصرية
الحضارة المصرية امتد وجودها منذ عام 3150 قبل الميلاد إلى عام 50 ميلادي وقد شهدت تقدم عمراني كبير واشتهرت بالطب والعلاج بالسحر وحكمها عدة أسر وأطلق عليهم اسم الفراعنة واتبعوا عدة عبادات كعبادة الآلهة والتوحيد وعبادة الشمس ومعالمها الحضارية لا تزال قائمة إلى يومنا هذا وأبرزها الأهرامات المصرية ومعبد أبو سمبل.

### الحضارة الإغريقية
الحضارة اليونانية أو الإغريقية وقد امتدت منذ عام 800 قبل الميلاد إلى عام 600 ميلادي واشتهر عنها القوة العسكرية والتنظيمات وسن القوانين والأنظمة التي تضاهي الدول المتقدمة ومن أشهر قاداتها على الإطلاق هو اسكندر المقدوني. تملك عددا كبيرا من المعالم التاريخية كمعبد البارثينون ومعبد أثينا.

### الحضارة القرطاجية
تعتبر قرطاج واحدة من أقدم وأعظم الحضارات في البحر الأبيض المتوسط. تأسست عام 814 ق.م على يد الفينيقيين في المنطقة التي تعرف اليوم بتونس. على الرغم من أنها أقدم من روما التي تأسست في 753 ق.م، إلا أن قرطاج لعبت دورًا كبيرًا في التجارة البحرية وأصبحت مركزًا تجاريًا قويًا في المنطقة. وقد تأثرت بشكل كبير بالحضارة الفينيقية، وحققت ازدهارًا اقتصاديًا وثقافيًا. تعرضت قرطاج للعديد من الحروب مع روما، مما أدى إلى تدميرها نهائيًا في عام 146 ق.م بعد الحروب البونيقية.

#### الحضارة الصينية
الحضارة الصينية القديمة وامتد وجودها منذ عام 220 قبل الميلاد إلى 1912 ميلادي وهي بذلك من أقدم الحضارات في العالم وأطولها وشهدت تقدّم حضارياً واسعاً في المجال المعماري والعسكري وقد تركت الكثير من الإنجازات الضخمة التي لا تزال إلى يومنا هذا كـسور الصين العظيم.

## نبذة عن أقدم الحضارات القديمة
اختلف المؤرخون في تحديد أقدم حضارة على وجه الأرض ولكن اجتمع الأغلبية حديثا على أقدم حضارة في العالم وهي حضارة بلاد الرافدين
حضارة السومر. عرفت عن تلك الحضارة بالعثور على شظايا من الألواح الطينية مكتوبة بالكتابة المسمارية. عرف السومريون في الألفية السادسة قبل الميلاد وأقاموا حضارتهم في النصف الثاني من الألفية الرابعة قبل الميلاد. كون السومريون بعض المدن القديمة. وابتكروا النقش المسماري على الألواح الطينية وكانت الكتابة المسمارية الكتابة الجيدة لديهم للتواصل مع الآخرين.بقيت بعض الآثار التي تدل على تطور وازدهار هذه الحضارة وهي:
- تشريعات الملك حمورابي، والذي يعتبر أقدم قانون عرفته البشرية ويتكون من 282 مادة.
- حدائق بابل المعلقة
- الزيقورة (و هي عبارة عن معابد ومراصد فلكية)

وهناك العوامل المساعدة على قيام الحضارة هي:
- وفرة الأراضي الخصبة الواقعة على ضفتي نهري دجلة والفرات.
- انبعاث الزراعة ومعرفة أشهر التنظيمات الزراعية.
- امتداد نهري دجلة والفرات أدى إلى جذب السكان والاستقرار هناك.